# Philippe Herreweghe

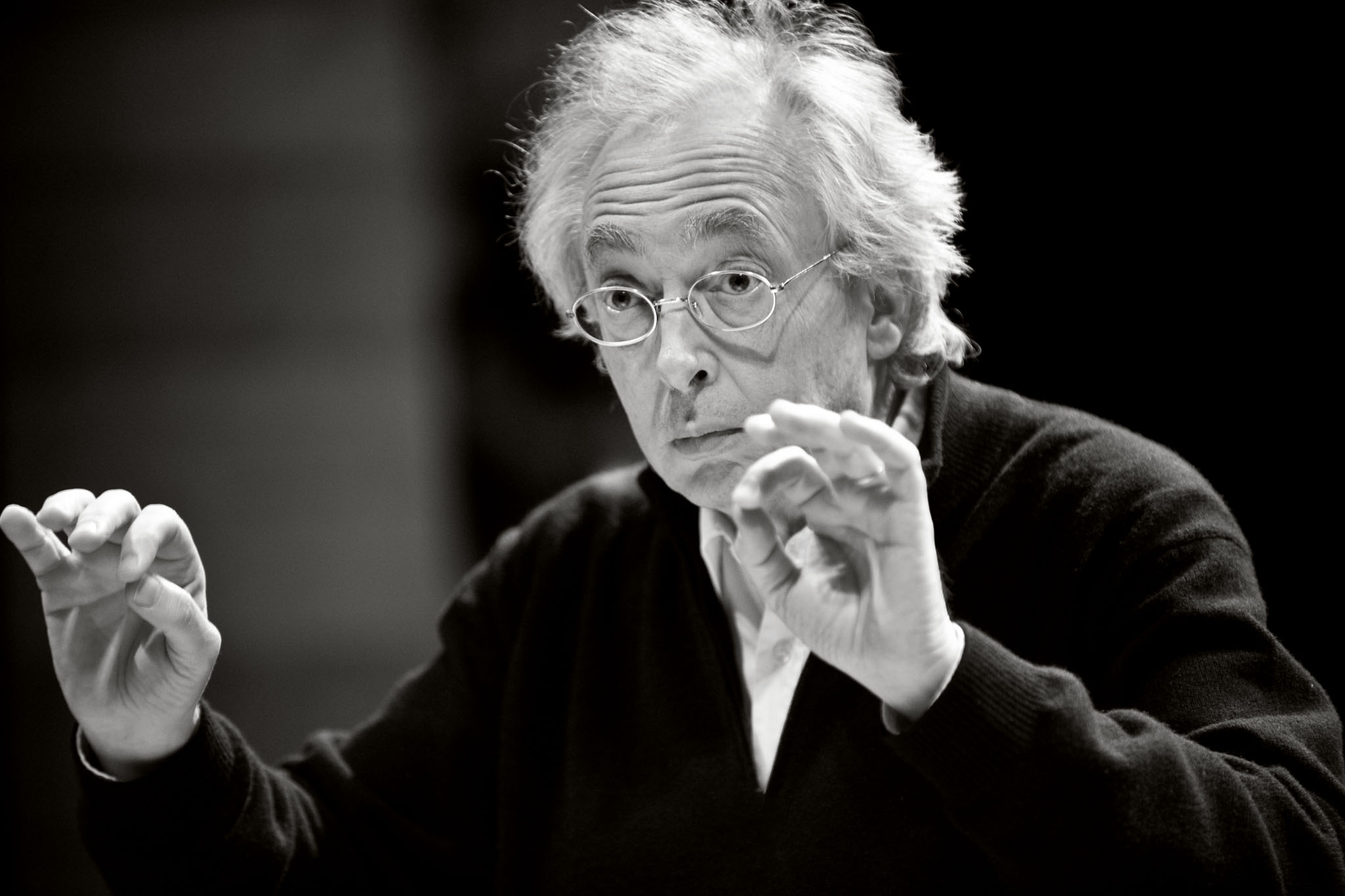
Philippe Herreweghe (2011)

Philippe Maria François Herreweghe, Ridder Herreweghe (* 2. Mai 1947 in Gent, Belgien) ist ein belgischer Dirigent und Chorleiter.

## Leben
Philippe Herreweghe wurde als erstes von drei Kindern des Arztes Edward Raymond Frans (1919–2006) und Elza Maria Augusta Herreweghe, geb. van Herrewege (1919–1976), in Gent geboren. Nach dem Abitur am Sint-Barbaracollege, einem Jesuitenkolleg in der Savaanstraat in Gent, studierte Herreweghe am Genter Konservatorium bei Marcel Gazelle (Klavier), Johan Huys (Cembalo) und Gabriel Verschraegen (Orgel). Nach Abschluss der musikalischen Ausbildung studierte er Medizin und spezialisierte sich in Psychiatrie. Schon während seiner Studienzeit leitete er einen Chor. Sein Ensemble, das in den Anfängen noch Amateurstatus hatte, fand bei Musikern wie Nikolaus Harnoncourt oder Gustav Leonhardt Beachtung. So wirkte er an Harnoncourts Gesamteinspielung der Bachkantaten mit.
Herreweghe gehört inzwischen zu den wichtigen Protagonisten der historischen Aufführungspraxis. 1970 gründete er und leitet seitdem das Collegium Vocale Gent, das sich sowohl mit vorbarocker Musik beschäftigte als auch wegweisende Einspielungen der Kantaten von Johann Sebastian Bach vorlegte. Dem Chor wurde 1989 ein auf Originalinstrumenten spielendes Ensemble zur Seite gestellt. 1977 gründete er und leitete seitdem das Ensemble Chapelle Royale, das sich mit französischer Barockmusik des 17. Jahrhunderts beschäftigte. Herreweghe ist ebenfalls Leiter des in Paris beheimateten „Orchestre des Champs Elysées“. Seit 1999 ist er erster Dirigent der „Königlichen Philharmonie von Flandern“ mit Sitz in Antwerpen. 1982 übernahm er die künstlerische Leitung des Festivals für Alte Musik in Saintes. 2010 erfolgte die Gründung des eigenen CD-Labels „phi“. Die erste Aufnahme galt Gustav Mahlers 4. Sinfonie.

## Auszeichnungen
- 1990: Titel „Musikerpersönlichkeit des Jahres“ der europäischen Musikpresse
- 1993: „Kultureller Botschafter Flanderns“ mit dem Collegium Vocale Gent
- 1994: „Officier des Arts et Lettres“
- 1997: Ehrendoktortitel der Katholischen Universität Löwen
- 2003: Ritter der französischen Ehrenlegion
- 2003: Ehrentitel „Ritter“, verliehen vom belgischen König
- 2004: Namensgeber für den Asteroiden (12567) Herreweghe[4]
- 2010: Bach-Medaille der Stadt Leipzig
- 2017: Ehrendoktorat der Universität Gent[5]
- 2021: Bremer Musikfest-Preis[6]

## Diskografie (Auswahl)
- J. S. Bach: Matthäus-Passion, BWV 244 (1985)
- J. S. Bach: Trauerode. Kantaten BWV 198, 78 (1988)
- J. S. Bach: Ich hatte viel Bekümmernis. Kantaten 21, 42 (1990)
- J. S. Bach: Magnificat. BWV 243 & Kantate BWV 80 (1990)
- J. S. Bach: Cantates pour basse. Kantaten BWV 82, 56, 158 (1991)
- F. Mendelssohn: Elias (1993)
- F. Mendelssohn: Ein Sommernachtstraum, Die Hebriden (1994)
- L. v. Beethoven: Missa solemnis (1995)
- F. Mendelssohn: Paulus (1996)
- J. Brahms: Ein deutsches Requiem (1996)
- H. Berlioz: L’enfance du Christ (1997)
- J. S. Bach: Cantates pour alto. Kantaten BWV 170, 54, 35 (1998)
- J. S. Bach: Messe in h-Moll BWV 232 (1998)
- J. S. Bach: Matthäus-Passion. BWV 244 (1999)
- J. S. Bach: Wir danken dir, Gott. Kantaten BWV 120, 119, 29 (2000)
- R. Schumann: Szenen aus Goethes Faust (1998)
- J. S. Bach: Jesu, deine Passion. Kantaten BWV 22, 23, 127, 159 (2009)
- L. v. Beethoven: The 9 Symphonies (2011)
- L. v. Beethoven: Missa solemnis (2012)
- F. Schubert: The Complete Symphonies (2012)
- A. Dvořák: Stabat Mater (2013)
- J. S. Bach: Johannes-Passion (2013)
- W. A. Mozart: The Last Symphonies 39, 40, 41 „Jupiter“ (2013)
- J. Haydn: Die Jahreszeiten (2014)
- J. Haydn: Die Schöpfung (2015)
- R. Schumann: The 4 Symphonies (2015)
- A Conversation with Camille de Rijck (2017)
- L. v. Beethoven: Christus am Ölberge (2022)